# Vismia minutiflora
Vismia minutiflora är en johannesörtsväxtart som beskrevs av Joseph Andorfer Ewan. Vismia minutiflora ingår i släktet Vismia och familjen johannesörtsväxter. Inga underarter finns listade i Catalogue of Life.